# Herbert Kubis
Herbert Kubis (* 13. März 1930; † 29. Januar 2011 in Hannover) war ein deutscher Sozialwirt und Hochschullehrer an der Evangelischen Fachhochschule Hannover.

## Leben
1965 begann er seine Arbeit als Dozent an der Vorgängereinrichtung der Evangelischen Fachhochschule Hannover. In den Folgejahren baute er die Fachhochschule mit auf. Schwerpunktthema seiner Lehre und Forschung war die Wohnungslosigkeit. Er prägte das Tagestreff-Konzept für Wohnungslose. Von 1972 bis 1975 war er stellvertretender Rektor der Hochschule und 1975 mit der Wahrnehmung der Geschäfte des Rektors beauftragt. Kubis war von 1984 bis 1990 Vereinsvorsitzender der Jugendwerkssiedlung Hannover.
Kubis war verheiratet und hatte vier Kinder.

## Schriften
- mit Gerhard Horstmann und Joachim Winter: Berufliche Integration jugendlicher Drogen- und Alkoholgefährdeter im Rahmen einer therapeutischen Werkstatt: Modellversuch in der Arbeitstherapeutischen Werkstatt 01.04.1979 – 30.06.1983, Abschlussbericht der wissenschaftlichen Begleitung, Gemeinnützige Gesellschaft für Paritätische Sozialarbeit, Hannover 1984
- Straßensozialarbeit und Kontaktladen „Mecki“ in der Passerelle/Innenstadt, Landeshauptstadt Hannover: Abschlußbericht der wissenschaftlichen Begleitung des Modellprojekts, Berichtszeit: 1.4.1998 – 31.3.1987, Hannover 1987